# Perlamantispa girardi
Perlamantispa girardi är en insektsart som beskrevs av Poivre 1982. Perlamantispa girardi ingår i släktet Perlamantispa och familjen fångsländor. Inga underarter finns listade i Catalogue of Life.